# Palpopleura albifrons
Palpopleura albifrons is een libellensoort uit de familie van de korenbouten (Libellulidae), onderorde echte libellen (Anisoptera).
De soort staat op de Rode Lijst van de IUCN als niet bedreigd, beoordelingsjaar 2008.
De wetenschappelijke naam Palpopleura albifrons is voor het eerst geldig gepubliceerd in 1979 door Legrand.